# Bitwa o Bréville
Bitwa o Bréville – bitwa stoczona przez brytyjską 6 Dywizję Powietrzną i niemiecką 346 Dywizję Piechoty we francuskim miasteczku Bréville-sur-Mer w dniach 8–13 czerwca 1944 r., na wczesnych fazach kampanii normandzkiej w czasie II wojny światowej.
W czerwcu 1944 r. pododdziały 346 Dywizji Piechoty zajęły Bréville-les-Monts, wioskę leżącą na grobli pomiędzy rzekami Orne i Dives. Z tej dogodnej pozycji mogły obserwować pozycje brytyjskiej 6 Dywizji Powietrznodesantowej, broniącej mostów na rzece Orne i kanale Caen, osłaniających plażę Sword w Ouistreham. Po kilku niemieckich atakach na pozycje brytyjskie wyprowadzonych z Bréville-les-Monts, zdobycie wioski stało się niezbędne do zabezpieczenia pozycji 6 Dywizji Powietrznodesantowej i obrony alianckiego przyczółka.
Główny brytyjski atak miał miejsce w nocy z 12 na 13 czerwca 1944 r. Gen. Richard Gale wysłał do niego swoje jedyne rezerwy, 12. batalion spadochronowy Pułku Yorkshire, kompanię z 12. batalionu Pułku Devonshire i 22. samodzielną kompanię spadochronową. Aby wesprzeć atak, przydzielono do dywizji dywizjon czołgów z 13/18 Pułku Królewskich Huzarów i pięć pułków artylerii. Atakowi towarzyszył zarówno brytyjski, jak i niemiecki ostrzał artyleryjski, który zabił lub zranił kilku żołnierzy, w tym niektórych wyższych oficerów. Atakujący w końcu dotarli do celu i zabezpieczyli wioskę. Jednak każdy oficer lub podoficer, który brał udział w ataku, został zabity lub odniósł rany.
Po utracie Bréville Niemcy nigdy już tak zdecydowanie nie próbowali przedrzeć się przez linie 6 Dywizji Powietrznodesantowej. Dywizja brytyjska była poddawana jedynie sporadycznym ostrzałom artyleryjskim i moździerzowym. Trwało to do 17 sierpnia, kiedy Niemcy zaczęli się wycofywać z Normandii, a 6 Dywizja Powietrznodesantowa zbliżyła się do Sekwany.

## Tło sytuacyjne

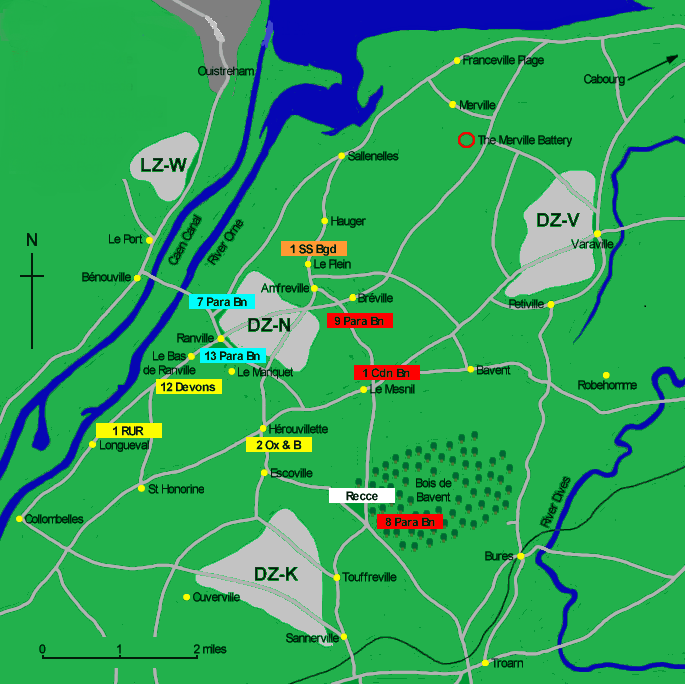
Stanowiska 6 Dywizji Powietrznodesantowej 7 czerwca 1944

6 czerwca 1944 r. 6 Dywizja Powietrznodesantowa wylądowała w Normandii, aby zabezpieczyć lewą flankę brytyjskiej strefy lądowania. Celem dywizji było zdobycie nietkniętego mostu na kanale Caen, mostu na rzece Orne, zniszczenie baterii artyleryjskiej w Merville, która była w stanie ostrzelać żołnierzy lądujących na pobliskiej plaży Sword oraz mostów przechodzących przez rzekę Dives, co miało zapobiec przysyłaniu przez Niemców posiłków ze wschodu.
Dwie brygady spadochronowe dywizji, lądujące tuż po północy 6 czerwca, zostały rozrzucone po całej okolicy podczas zrzutu spadochronowego. Większość batalionów mogła zebrać tylko około 60 proc. lub mniej swojej całkowitej siły w strefach zrzutu. Osiągnęli jednak wszystkie swoje cele, zanim 6 Brygada Powietrznodesantowa przybyła szybowcami, aby wzmocnić je o 21:00 w dniu inwazji.
6 Dywizja Powietrznodesantowa, teraz prowadzona przez komandosów z 1 Brygady SAS, musiała bronić przyczółka Orne. Nie było to łatwe zadanie, ponieważ musiano zmierzyć się z elementami 21 Dywizji Pancernej nadciągającej z południa oraz 346 i 711 Dywizji Piechoty ze wschodu.
Brygady dywizji powietrznodesantowej przygotowywały się do utrzymania zajmowanych przez nich pozycji wraz z 5 Brygadą Spadochronową, jako formacją odwodową dywizji, okopaną na wschód od mostu na rzece Orne. 6 Brygada Powietrznodesantowa znajdowała się na południu między Longueval a Hérouvillette.
Dwie pozostałe brygady okopały się na wysoko położonym terenie, który, jeśli zostałby utracony, zaoferowałby Niemcom idealną pozycję do obserwacji w dół na całą brytyjską strefę lądowania. 1 Brygada SAS znajdowała się na północy wzdłuż linii pomiędzy przysiółkami wsi Amfreville: Hameau Oger i Le Plain. Pomiędzy komandosami a brygadą powietrznodesantową znajdowała się 3 Brygada Spadochronowa.
Ich linia obronna była jednak niepełna, ponieważ niewielka wioska Bréville-les-Monts, leżąca pomiędzy komandosami a 3 Brygadą Spadochronową, pozostawała nadal w rękach Niemców. Usytuowana na grobli dawała Niemcom widok na Ranville, w samym sercu brytyjskich pozycji, dwa zdobyte oba mosty oraz plażę Sword w oddali.

## Bitwa

### 7/8 czerwca

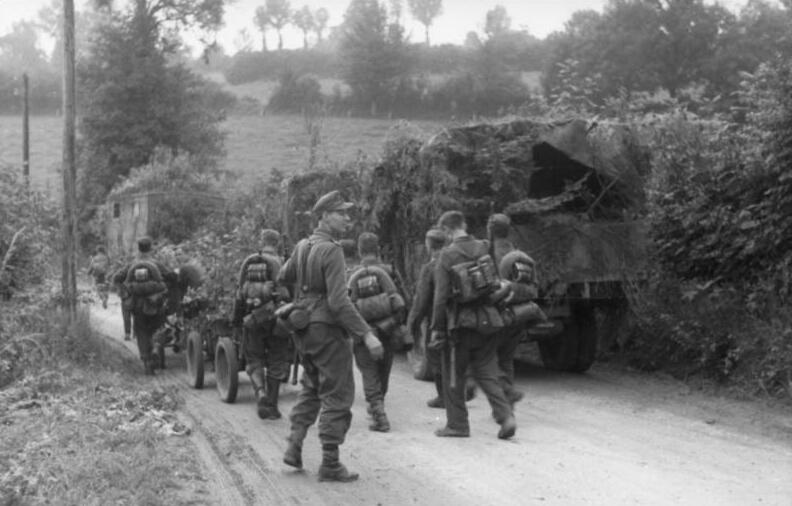
Oddziały niemieckie zbliżają się do frontu

O godzinie 1:30 7 czerwca 9. batalion spadochronowy, w którym było tylko około dziewięćdziesięciu ludzi, maszerował przez opuszczone przez mieszkańców Bréville. Po przybyciu na pozycję 3 Brygady Spadochronowej batalion otrzymał rozkaz okopania się na północnym krańcu linii brygady. Byliby odpowiedzialni za obronę obszaru od zamku Château St Come, przez polanę w lesie, do posiadłości zwanej Bois de Mont. Z przodu znajdował się odcinek otwartego terenu prowadzący do Bréville-les-Monts i droga z Amfreville do Le Mesnil-les-Monts. Niedobór żołnierzy spowodował powstanie dużej luki pomiędzy 9 batalionem spadochronowym a 6. kompanią Commando, najbardziej wysuniętym na południe oddziałem komandosów.
Niemiecka 346 Dywizja Piechoty dotarła do tego obszaru ze swojej bazy w Hawrze. Ich pierwszy atak, dokonany przez 744 Pułk Grenadierów, był skierowany przeciwko 1 Brygadzie SAS. Atakując całą siłą, Niemcy byli bliscy przebicia się przez linie przeciwnika, gdy 3. kompania Commando kontratakowała i odrzuciła przeciwnika Późnym rankiem 6. kompania znalazła się pod ostrzałem artyleryjskim i moździerzowym z Bréville. Komandosi zaatakowali i oczyścili wioskę z Niemców, biorąc kilku jeńców, zdobywając karabiny maszynowe i cztery działa. Potem wycofali się na swoją pierwotną pozycję. Niemcy ponownie zajęli wioskę i utworzyli własne pozycje obronne, stając twarzą w stronę linii grzbietu bronionej przez dywizję powietrznodesantową. Ich pozycje izolowały również 9. batalion spadochronowy, który został prawie odcięty od reszty dywizji. Następnego dnia patrol z 9. batalionu rozpoznał Château Saint Come. Okazało się, że jest opuszczony, ale obecność pozostawionej tam odzieży, sprzętu, niedojedzonych posiłków i listy płac opiewającej na 50 tys. franków francuskich wskazywała na gwałtowny odwrót Niemców.
Pododdziały 857 Pułku Grenadierów, należącego do 346 Dywizji Piechoty, zaatakowały pozycje batalionu w południe. Wydawało się, że to tylko atak próbny, z łatwością odparty przez kompanię A. Później tego samego dnia Niemcy zaatakowali jednak kompanie A i C. Tym razem zostali odparci przez ogień karabinów maszynowych Vickersa i kontratak plutonu przeciwpancernego batalionu, z grupą karabinów maszynowych Bren pod dowództwem sierżanta pułku.

### 9 czerwca

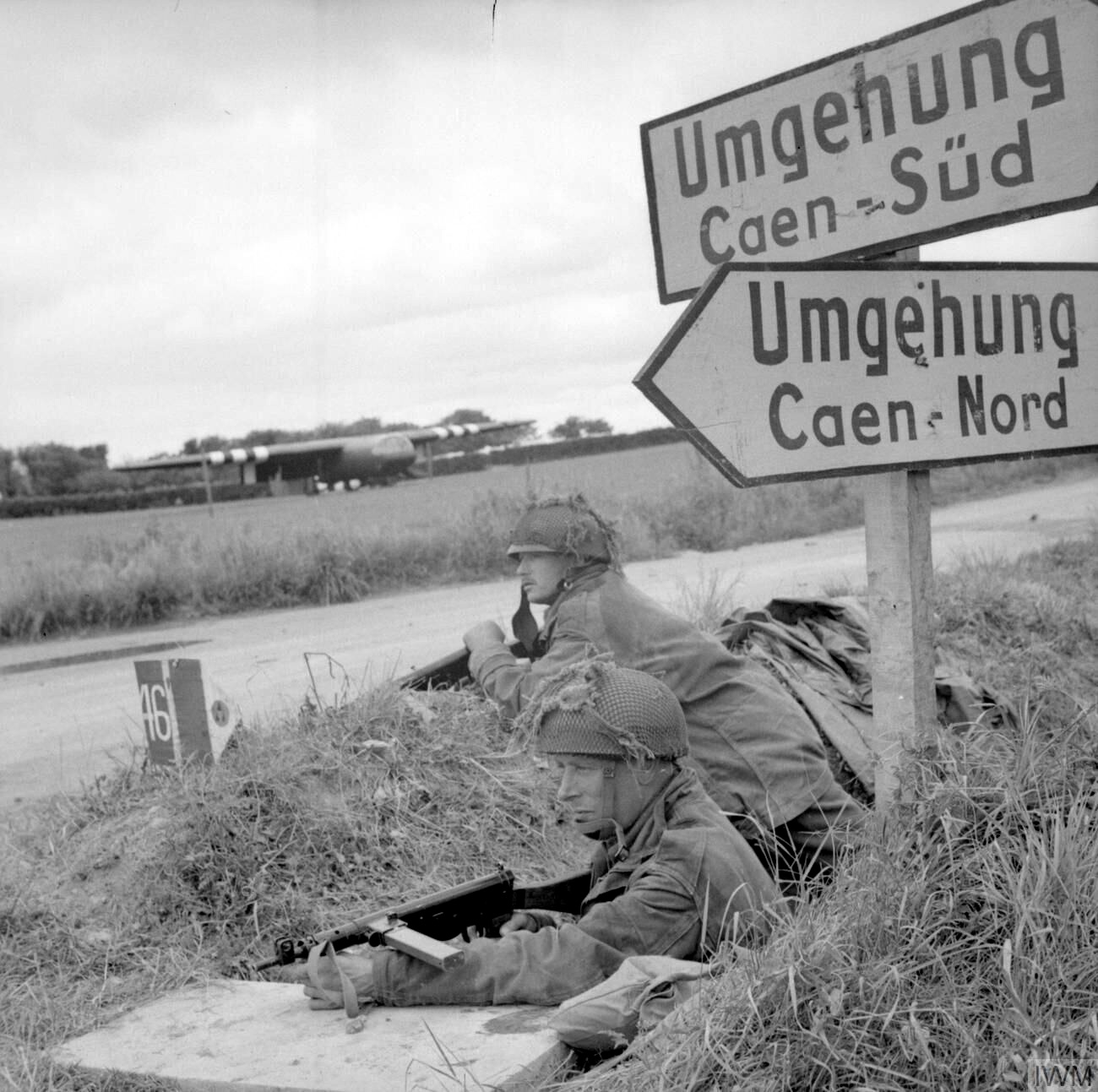
Dwóch żołnierzy 6 Dywizji Powietrznodesantowej okopanych obok drogi do Caen na obrzeżach Ranville

Następny atak niemiecki nastąpił o świcie 9 czerwca, kiedy ciężki ostrzał moździerzowy spadł na pozycje 9. batalionu spadochronowego. Następnie kompanie A i C zostały zaatakowane jednocześnie. Po poniesieniu wielu ofiar Niemcy wycofali się do lasów otaczających zamek, gdzie zreorganizowali się i godzinę później dokonali kolejnego nieudanego uderzenia.
Sztab brygady został zaatakowany przez siły niemieckie, które przedostały się przez las, a płk Terence Otway, dowódca 9. batalionu spadochronowego, zebrał kompanię C, sztab i niewielką grupę uzbrojonych w zdobyczne niemieckie karabiny maszynowe MG 42 żołnierzy i zbliżył się z nimi do Niemców od tyłu, po czym wziął wroga w ogień krzyżowy, zabijając dziewiętnastu Niemców i pojmując jednego. Tego popołudnia dwa plutony piechoty zaatakowały kompanię A, ale zostały odparte kontratakiem wyprowadzonym z pozycji kompanii C.
O 17:30 samotny samolot Luftwaffe Focke-Wulf Fw 190s zaatakował przyczółek nad rzeką Orne, nie powodując żadnych szkód. Niedługo potem przybyły bombowce RAF-u Short Stirling, aby wykonać zrzut zaopatrzenia na spadochronach dla dywizji. W ich skład wchodziły także 6-funtowe działa przeciwpancerne, które do tej pory zawsze były dostarczane szybowcem. 41 z zaginionych żołnierzy 9. batalionu spadochronowego przybyło na swoje miejsce o godz. 21:00, co zwiększyło siłę batalionu do około 200 ludzi.

### 10 czerwca
Patrol rozpoznawczy z 13. batalionu spadochronowego doniósł o dużym zgromadzeniu Niemców w Bréville i wyraził opinię, że atak jest nieuchronny. O 8:00 rano na linie 1 Brygady SAS spadł ciężki ostrzał artyleryjski i moździerzowy, podczas gdy 857 Pułk Grenadierów, który zebrał się we wsi, zaatakował 6. kompanię Commando. Do 10:30 atak na komandosów ustał, ale po ich lewej stronie w Hauger 4. kompania Commando musiała stoczyć walkę wręcz przed ostatecznym wycofaniem się Niemców. Jeszcze dwa razy w ciągu dnia komandosi zostali bezskutecznie zaatakowani z Sallenelles na północy i ponownie z Bréville.
O 9:00 jeden batalion 857 Pułku Grenadierów przekroczył strefę zrzutu i zbliżył się do pozycji 5 Brygady Spadochronowej. Jego dwie wysunięte jednostki, 7. i 13. batalion spadochronowy prowadziły ogień obronny, dopóki Niemcy nie znaleźli się w odległości zaledwie 46 m od obrońców. Nieliczni, którzy przeżyli atak, uciekli do pobliskich lasów.
Przed południem 10 czerwca kolejna grupa 31 żołnierzy przybyła na pozycje 9. batalionu spadochronowego. Ci i inni maruderzy, którzy przybyli przez noc, podnieśli siłę batalionu do około 270 ludzi. O 11:00 Niemcy ponownie zaatakowali kompanię A, ale tym razem atak był zupełnie nieskoordynowany i łatwo go było odeprzeć. Wkrótce potem batalion zabił około pięćdziesięciu Niemców, którzy zaczęli kopać okopy na oczach brytyjskich obrońców. Następnie kompania A zaatakowała niemiecki patrol, powodując kilka ofiar. Tego popołudnia potężne siły niemieckie zajęły zamek i wykorzystały go jako bazę do gromadzenia sił piechoty i dział samobieżnych przed atakiem na brytyjski batalion. Bez amunicji moździerzowej Brytyjczycy musieli użyć swoich PIAT-ów i karabinów maszynowych, aby zatrzymać ten atak.

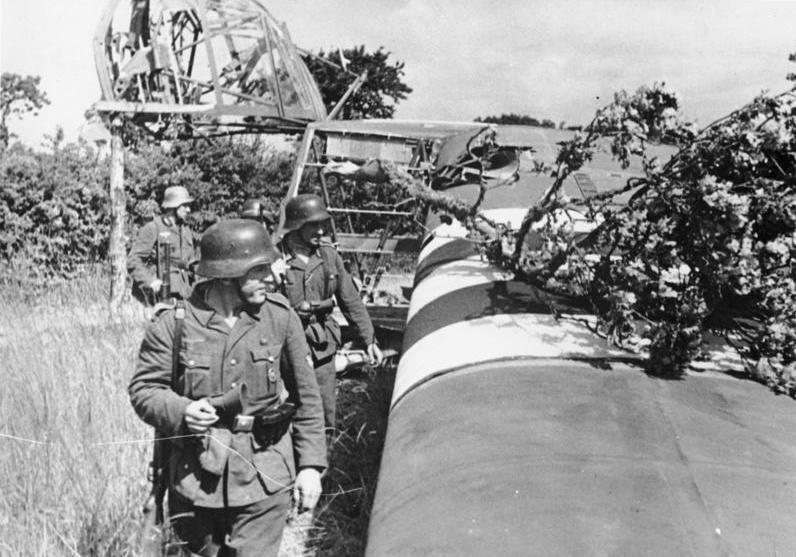
Niemiecki patrol mijający rozbity szybowiec Waco CG-4

Następny niemiecki atak nastąpił siłami 2. batalionu z 857 Pułku Grenadierów, 1. i 2. batalionu 858 Pułku Grenadierów oraz kilku kompanii z 744 Pułku Grenadierów z wsparciem czołgów i samochodów pancernych. Próbowali oni wybić lukę w liniach brytyjskich pomiędzy komandosami a 3 Brygadą Spadochronową, aby dotrzeć do Ranville.
Dwie kompanie piechoty zaatakowały pozycje kompanii B z 9. batalionu spadochronowego. Atak ten był bardziej zdeterminowany od poprzednich i nawet wsparcie ze strony artylerii okrętowej w postaci 150 mm dział lekkiego krążownika HMS Arethusa nie powstrzymało ataku. Kiedy Niemcy osiągnęli brytyjskie pozycje, doszło do walki wręcz, podczas której zginęła większość atakujących. Jednym z wziętych do niewoli był dowódca 2. batalionu 857 Pułku Grenadierów, który w czasie przesłuchania powiedział Brytyjczykom, że „jego pułk został zniszczony w walce z dywizją powietrznodesantową”. Reszta niemieckiego ataku napotkała kanadyjski 1. batalion spadochronowy i została zatrzymana przez ostrzał artyleryjski, dwa późniejsze ataki an tym kierunku spotkał ten sam los. Później o 23:00 kompania C z 9. batalionu spadochronowego walczyła na drodze do zamku i opanowała go, a w ciągu nocy odparła kilka małych ataków.
Wraz ze swoimi dwoma brygadami spadochronowymi i mocno zaangażowaną brygadą komandosów gen. Richard Gale skontaktował się z I Korpusem w sprawie wsparcia pancernego. Postanowił oczyścić las w Le Mariquet z Niemców. Do wykonania celu został wyznaczony 7. batalion spadochronowy i szwadron B 13/18 Pułku Królewskich Huzarów. Czołgi miały przemieszczać się po otwartym terenie, a ich jedyną osłoną były rozbite szybowce. W międzyczasie kompanie A i B oczyściłyby las. Podczas tych walk jedynymi brytyjskimi ofiarami w batalionie spadochronowym było 10 rannych, ale z Pułku Huzarów zginęło ośmiu ludzi, a cztery Shermany i dwa czołgi Stuart zostały zniszczone. Niemcy z 857 Pułku Grenadierów stracili dwudziestu zabitych i stu pojmanych; resztki ich sił zostały wyparte z lasu.
Ponawiane wielokrotnie niemieckie ataki przekonały gen. Johna Crockera, dowódcę I Korpusu, do wzmocnienia 6 Dywizji Powietrznodesantowej, a 51 Dywizji Piechoty Highland nakazano przejąć południowy sektor przyczółka nad rzeką Orne. W tym samym czasie 5. batalion Black Watch został dołączony do 3 Brygady Spadochronowej. Został on poinformowany o przygotowaniach do ataku na Bréville i rozstawił się na tyłach 9. batalionu spadochronowego, gotowy do rozpoczęcia ataku następnego dnia.

### 11 czerwca
Black Watch mieli zaatakować Bréville z południowego zachodu, ale przed atakiem wysłali kompanię, która przejęła obronę zamku. O 4:30 rozpoczął się atak wspierany przez działa i moździerze dywizji powietrznodesantowych oraz dywizji górskiej. Aby dotrzeć do Bréville, żołnierze musieli pokonać 250 metrów otwartego terenu, a gdy zbliżyli się do wioski, brytyjska artyleria zaprzestała ostrzału. Niemcy otworzyli ogień z własnej artylerii, moździerzy i karabinów maszynowych. Jedna kompania została całkowicie zniszczona przez ogień z niemieckiego karabinu maszynowego, gdy zbliżała się przez nieosłonięty terenem. Batalion przywitany tak silnym, skoncentrowanym ogniem, poniósł 200 ofiar, a jego atak został odparty. Ci, którzy przeżyli, wycofali się do zamku, ale zostali natychmiast zaatakowani przez 3. batalion 858 Pułku Piechoty, który sam też poniósł ciężkie straty.
Tego popołudnia trzy szwadrony czołgów z 13/18 Pułku Królewskich Huzarów zostały wysłane w celu wzmocnienia Black Watch, ale gdy tylko zaczęły zbliżać się do zamku, trzy czołgi zostały zniszczone przez ukryte niemieckie działa samobieżne. Pozostałe czołgi wycofały się, ponieważ nie mogły się rozlokować się w gęsto zalesionym terenie wokół zamku. Reszta dnia i nocy minęła bez kolejnego ataku, ale Niemcy wysłali patrole zwiadowcze w celu ustalenia dokładnej lokalizacji pozycji brytyjskich, a w okolicach linii frontu przez całą noc można było usłyszeć niemieckie pojazdy opancerzone.

### 12 czerwca

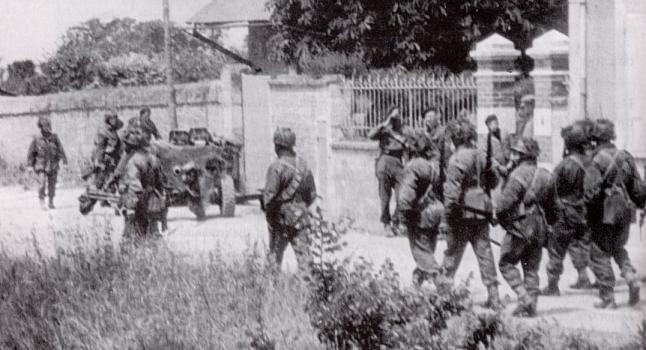
Żołnierze 9. batalionu spadochronowego w Amfreville na zachód od Breville

W południe 12 czerwca cała 3 Brygada Spadochronowa znalazła się pod ostrzałem artyleryjskim i moździerzowym przed wielkim kontratakiem zaplanowanym na 15:00. Jeden niemiecki batalion zaatakował kanadyjski 1. batalion spadochronowy, inny batalion wspierany przez sześć czołgów i działa samobieżne zaatakował 9. batalion spadochronowy i 5. batalion Black Watch. Bitwa o zamek kosztowała Black Watch dziewięć transporterów Universal Carrier i wszystkie działa przeciwpancerne. Nie mogąc się oprzeć napoorwi wroga, musieli wycofać się do Bois de Mont, dołączając do 9. batalionu spadochronowego, który został zaatakowany przez niemieckie pojazdy pancerne. Jeden czołg przed frontem kompanii B został trafiony dwoma pociskami z PIAT-a, ale pozostał w akcji. Czołg ten zniszczył dwa stanowiska karabinów maszynowych kompanii B, zanim został trafiony trzecim pociskiem przeciwpancernym i wycofał się. W ataku zginęli lub odnieśli rany ostatni ludzie zdolni do walki w plutonie karabinów maszynowych, a pluton przeciwpancerny został zredukowany do jednej obsługi PIAT-a. Niemiecka piechota była bliska przejęcia pozycji batalionu, gdy płk Otway skontaktował się z dowództwem brygady, informując ich, że nie są w stanie dłużej się utrzymać. Bryg. James Hill osobiście poprowadził wtedy kontratak siłą czterdziestu ludzi z kanadyjskiego batalionu, który wypędził Niemców. Do 20:00 obszar broniony przez dwa brytyjskie bataliony spadochronowe został oczyszczony z wszelkich śladów oporu wroga, a linia frontu przywrócona.

### Nocny atak
Gen. Gale doszedł do wniosku, że aby zmniejszyć nacisk wroga na dywizję, musi zdobyć Bréville. Jedynymi jednostkami dostępnymi wciąż do ataku była rezerwa dywizji, która składała się z 12. batalionu spadochronowego (350 żołnierzy) i kompanii D 12. batalionu Pułku Devonshire (86 żołnierzy). Inna jednostka, 22. samodzielna kompania spadochronowa, pathfindersi dywizji, miała trwać na pozycjach i reagować na każdy niemiecki kontratak. Aby zapewnić wsparcie ogniowe, Gale otrzymał szwadron czołgów z 13/18 Pułku Królewskich Huzarów, trzy pułki artylerii polowej uzbrojone w 25-funtowe działa, średni pułk artylerii z działami 5,5 calowymi i własną artylerię dywizyjną 53 Lekkiego Pułku Powietrznodesantowego Worcester Yeomanry. Atak na Bréville miał rozpocząć się o godz. 22:00, aby zastać Niemców zmęczonych i nieufnych w zwycięstwo po całym dniu walki. Linia wyjściowa znajdowała się na obrzeżach Amfreville, które zostało już zabezpieczone przez 6. kompanię Commando.
Płk Johnny Johnson z 12. batalionu spadochronowego dowodził atakiem. Zdecydował, że jego własna kompania C zabezpieczy pierwsze skrzyżowanie, a kompania z Pułku Devonshire oczyści północ miasta. W tym samym czasie kompania A przejdzie przez pozycje kompanii C i zabezpieczy południowy wschód. Z tyłu znajdowałaby się kompania B jako rezerwa batalionu. Atakujący musieli pokonać 370 m otwartego terenu, aby dotrzeć do wioski i zniszczyć niemieckie pozycje 180 m od linii wyjściowej, towarzyszyła im grupa czołgów Sherman.

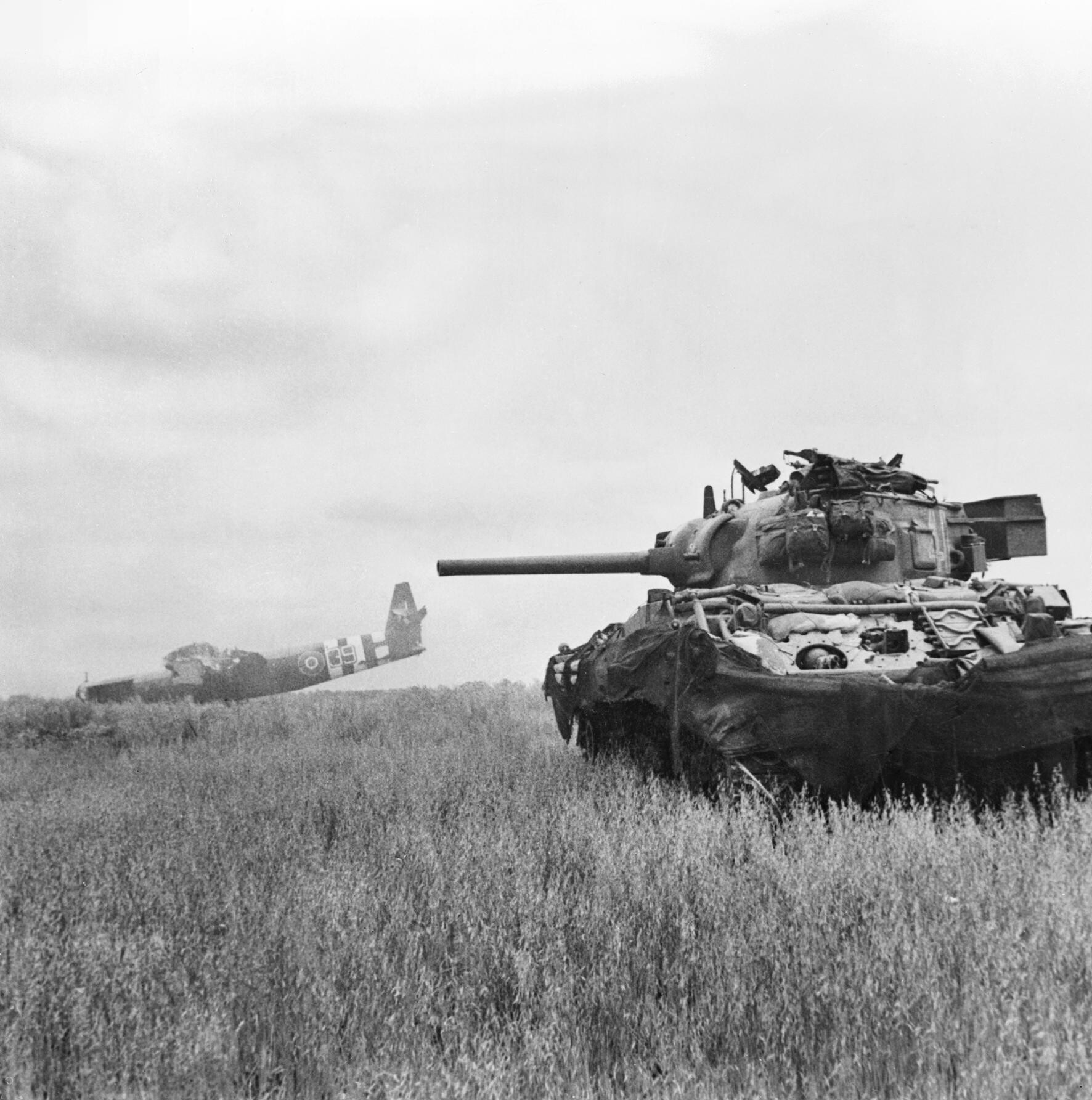
Czołg M4 Sherman z 13/18 Pułku Królewskich Huzarów wspierający atak brytyjskich spadochroniarzy, z szybowcem Airspeed Horsa w tle

O godz. 21:50 brytyjska artyleria otworzyła ogień, a Niemcy odpowiedzieli własną artylerią i moździerzami, które zmusiły większość Brytyjczyków do schronienia się na następne piętnaście minut, aż przerwa w niemieckim ogniu pozwoliła im kontynuować atak. Idąca na czele kompania C przekroczyła linię wyjściową o godz. 22:00, jednak wszyscy jej oficerowie i starsi podoficerowie zginęli lub odnieśli rany, dlatego młodszy podoficer Edmund Warren przejął dowodzenie kompanią. Atakujący nadal posuwali się naprzód przez ostrzał artyleryjski i moździerzowy, kierując się ku swojemu celowi pod osłoną pocisków z czołgów Pułku Huzarów. Kilkakrotnie trafione przez artylerię i czołgi Bréville znalazło się w płomieniach, zanim piętnastu ocalałych z kompanii C dotarło do wioski.
Kompanię A spotkał podobny los, dowodzący nią oficer został ranny, gdy tylko przekroczył linię wyjściową, a jednocześnie każdy żołnierz 2. plutonu został zabity lub ranny. Podoficer przejął dowodzenie kompanią, ale szybko został zabity, gdy dotarł do Bréville. Zastępca dowódcy kompanii, który do tej pory znajdował się na tyłach, dotarł do wioski i stwierdził, że w 3. plutonie pozostało tylko dziewięciu ludzi, ale udało im się oczyścić wioskę Château, a 1. pluton zabezpieczył teren.
Kompania Pułku Devonshire ruszyła w stronę Amfreville, gdy spadła na nich salwa artyleryjska, raniąc kilku ludzi. Gdy żołnierze przekroczyli linię wyjściową, w pobliżu spadły kolejne pociski, zabijając Johnsona, dowódcę kompanii mjr. Bampfylde'a i raniąc bryg. Lorda Lovata z brygady komandosów oraz Hugh Kindersle'a z brygady desantowej, którzy obserwowali atak. Płk Reginald Parker, zastępca dowódcy brygady desantowej i były dowódca 12. batalionu spadochronowego, został lekko ranny odłamkami tego samego pocisku, ale poszedł do przodu, aby przejąć dowodzenie atakiem.
Do 22:45 skrzyżowanie zostało zabezpieczone przez resztki kompanii C, a osiemnastu ocalałych z kompanii A znalazło się wśród południowo-wschodnich budynków Bréville. W północno-wschodniej części wioski dwudziestu ocalałych z kompanii Pułku Devonshire uchwyciło swój cel. Ostrzał ustał, gdy kompania B dotarła do wioski bez oporu i zajęła opuszczone niemieckie okopy obok kościoła. Obawiając się kontrataku nieprzyjaciela na osłabiony batalion, Parker nakazał obronny ostrzał artyleryjski. Jednakże doszło do tragicznego w skutkach nieporozumienia, kiedy rozkaz dotarł do artylerii, a pociski spadły na nowe brytyjskie pozycje we wsi, powodując kilka ofiar śmiertelnych od bratobójczego ostrzału, w tym trzech ocalałych oficerów.
O godz. 13:00 13 czerwca szwadron z 13/18 Pułku Królewskich Huzarów dotarł na pozycje kompanii C na skrzyżowaniu, a następnie 51 ludzi z 22. samodzielnej kompanii spadochronowej. Bréville znów znalazło się pod kontrolą sił brytyjskich po raz trzeci od momentu lądowania 6 czerwca. Liczba stacjonujących tam żołnierzy była jednak niewystarczająca do obrony przed niemieckim kontratakiem, więc 1. batalion Królewskich Strzelców Ulsterskich, część 6 Brygady Powietrznodesantowej, został przeniesiony do wioski, aby przejąć kontrolę nad ocalałymi z ataku.

## Następstwa

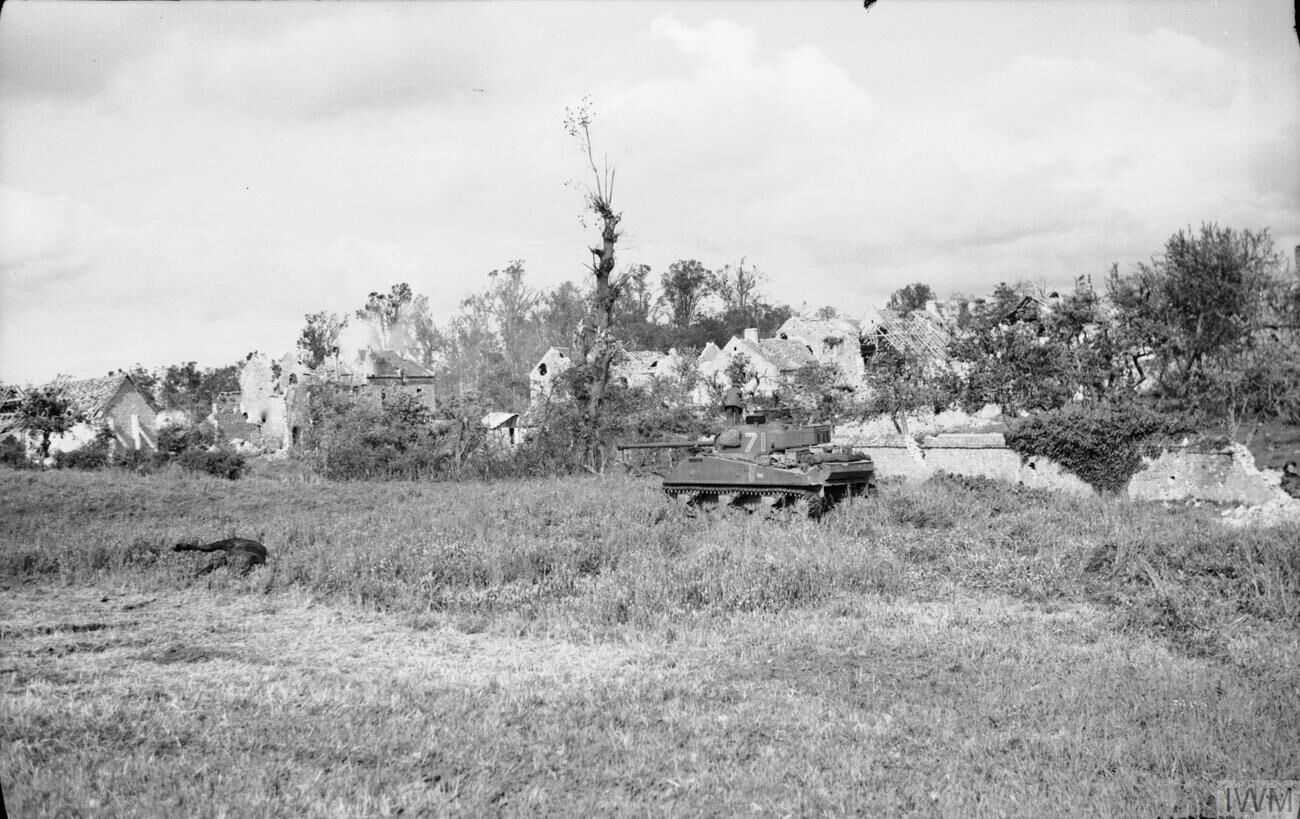
Sherman Firefly na obrzeżach wioski po bitwie

Ostatni atak kosztował 12. batalion spadochronowy 126 zabitych i pozostawił w trzech kompaniach strzelców tylko 35 ludzi zdolnych do dalszej walki. Kompania z Pułku Devonshire straciła kolejnych 36 zabitych. Każdy oficer lub starszy podoficer w atakujących jednostkach został zabity lub ranny. Niemieccy obrońcy z 3 batalionu 858 Pułku Grenadierów liczyli 564 ludzi przed atakiem brytyjskim; po utracie wsi pozostało ich zaledwie 146.
Jednak lewa flanka strefy inwazji była teraz bezpieczna. 13 czerwca 51 Dywizja Piechoty Highland przejęła odpowiedzialność za południowy sektor przyczółka nad rzeką Orne, wypuszczając 6 Brygadę Powietrznodesantową w celu wzmocnienia pozycji 6 Dywizji Powietrznodesantowej wzdłuż linii grzbietu. Następne dwa miesiące były okresem wojny pozycyjnej na tym odcinku frontu w Normandii, aż do 17 sierpnia, kiedy dywizja przekroczyła rzekę Dives i ruszyła na północ wzdłuż francuskiego wybrzeża. Do 26 sierpnia Brytyjczycy dotarli do Honfleur u ujścia Sekwany, biorąc ponad 1000 jeńców i wyzwalając 1000 km kw. terytorium Francji.
Od tamtej pory bitwa pod Breville była uważana za „jedną z najważniejszych bitew inwazji”. Gdyby Brytyjczycy przegrali tę bitwę, Niemcy byliby w stanie zaatakować plaże desantowe. Jednak po tej bitwie Niemcy nigdy więcej nie podjęli poważnego ataku na 6 Dywizję Powietrznodesantową. Breville było jednym z sześciu wyróżnień bitewnych przyznanych Pułkowi Spadochronowemu za kampanię w Normandii.